# Sinagoga de Karlsruhe

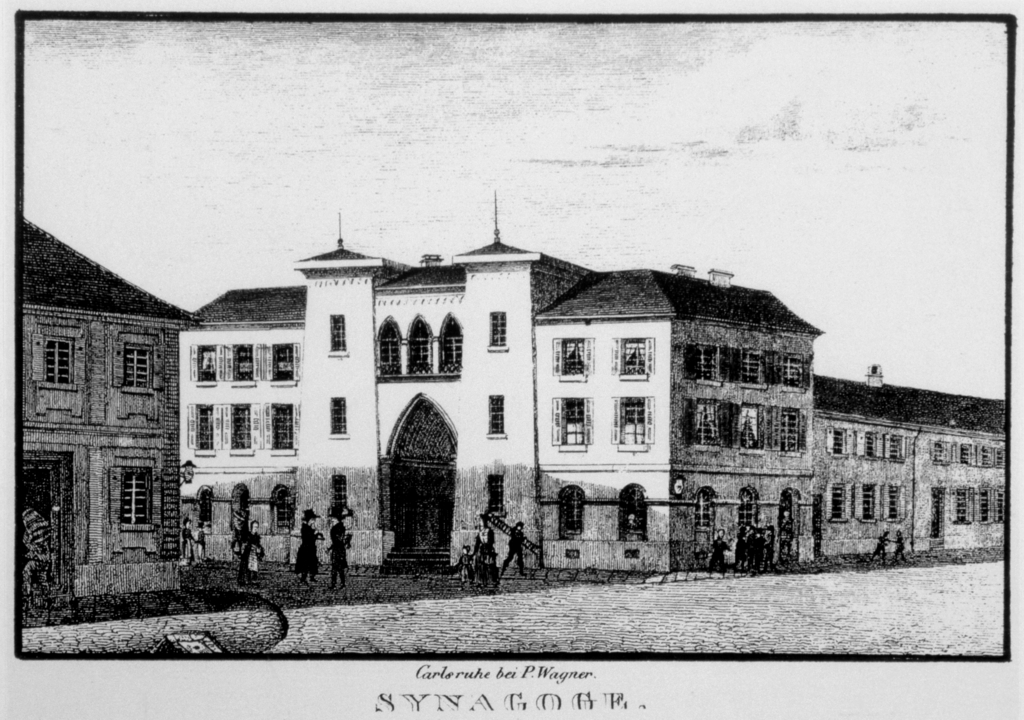
Sinagoga de Karlsruhe en 1810.

La actual Sinagoga de Karlsruhe se localiza en la calle Knielinger Allee 11, de esta ciudad alemana y fue construida a petición de la nueva comunidad judía de la misma el 4 de julio de 1971 

## Historia
La primera comunidad judía de Karlsruhe se estableció después de la fundación de la ciudad de Karlsruhe en 1715, pero fue hasta el 10 de junio de 1798 cuando se empezó oficialmente a construir la primera sinagoga de la ciudad. En la noche del 29 de mayo de 1871 en un incendio se quemó la primera Sinagoga, y fue nuevamente reconstruida en el mismo sitio diez años después.
Los nazis destruyeron la sinagoga en el año 1938 durante la "noche de los cristales rotos". La nueva sinagoga es también localidad de la nueva comunidad judía de Karlsruhe. 

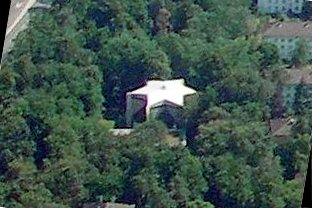
Vista desde el aire de la nueva sinagoga de Karlsruhe.